# Connersia rilstonei
Connersia rilstonei är en svampart som först beskrevs av C. Booth, och fick sitt nu gällande namn av Malloch 1974. Connersia rilstonei ingår i släktet Connersia och familjen Pseudeurotiaceae.   Inga underarter finns listade i Catalogue of Life.